# Tour Loewenschede

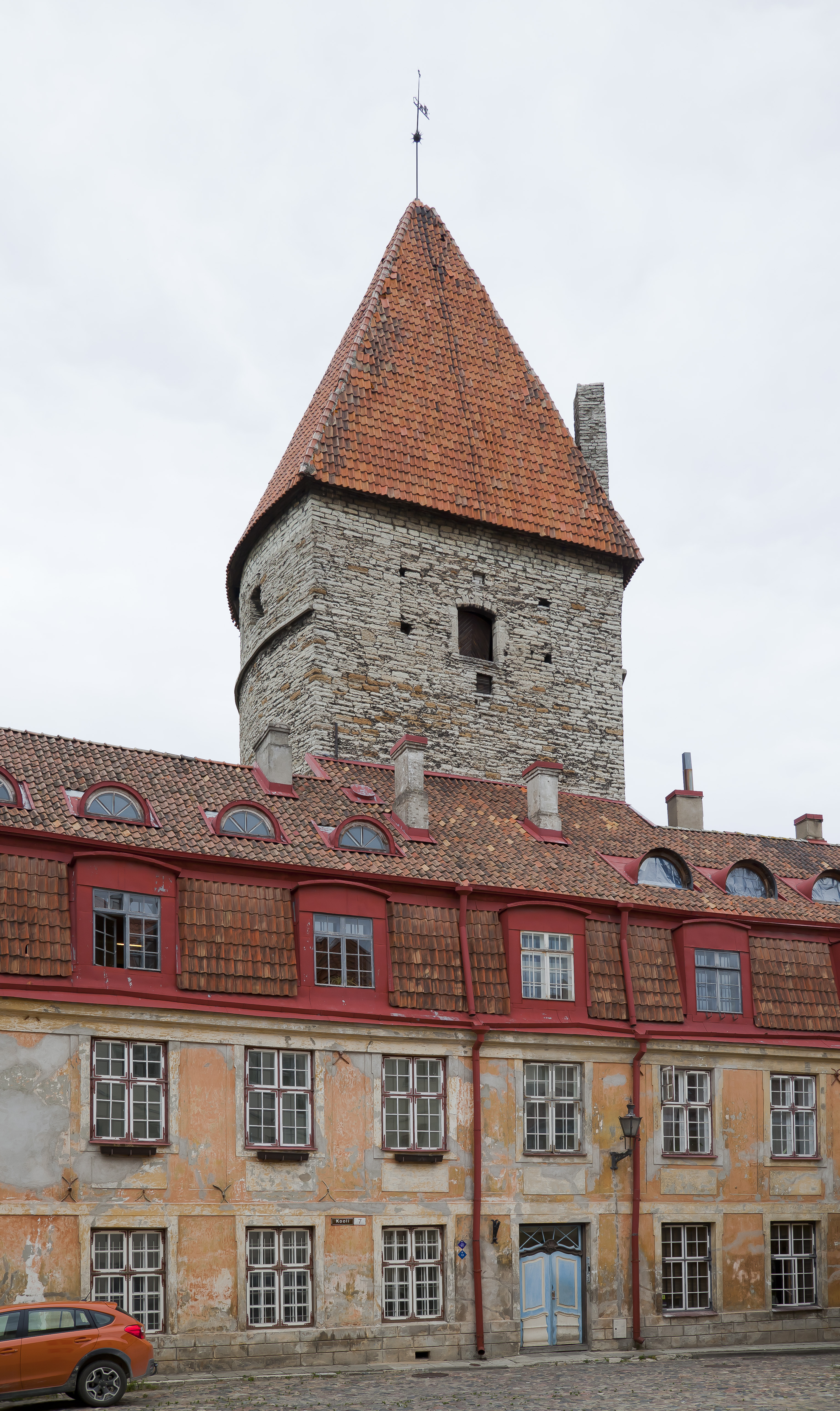
Côté ville

La tour Loewenschede (en estonien : Loewenschede torn) est une tour de défense des fortifications de la capitale estonienne Tallinn (ancienne Reval).
Elle est située au nord-ouest de la Vanalinn de Reval, à l'est de la place des tours. 
Les tours de défense voisines sont la tour derrière les Nones au sud et la tour Köismäe au nord-est.

## Architecture et histoire
Une première tour fortifiée est édifiée à cet emplacement en 1373. Elle avait un diamètre de 10,7 mètres avec une épaisseur de paroi de 1,55 mètre. Des modifications ont suivi, de sorte qu'aujourd'hui la tour a une forme de fer à cheval avec un mur de tour de 2,30 mètres d'épaisseur et une hauteur de 24,2 mètres.
Le rez-de-chaussée et le premier étage sont utilisés depuis 2016 comme atelier de céramique. Une salle événementielle d'une capacité de 60 places a été aménagée à l'un des étages supérieurs et est utilisée pour des événements et des concerts. La pièce a un plafond voûté ainsi qu'une cheminée. Il y a une vue depuis le dernier étage.
La tour porte le nom du conseiller municipal Winand Loewenschede.
L'actrice Elsa Wagner (1881-1975) a grandi autour de la tour qui appartenait à la maison de ses parents.